# نادين جارنر
نادين جارنر (بالإنجليزية: Nadine Garner)‏ هي ممثلة أسترالية، ولدت في 14 ديسمبر 1970 في أستراليا.

## أعمال

### مسلسلات
- سيتي هوميسايد

## وصلات خارجية
- نادين جارنر على موقع IMDb (الإنجليزية)
- نادين جارنر على موقع ألو سيني (الفرنسية)
- نادين جارنر على موقع أول موفي (الإنجليزية)
- نادين جارنر على موقع قاعدة بيانات الأفلام السويدية (السويدية)
- نادين جارنر على موقع إن إن دي بي (الإنجليزية)
- نادين جارنر على موقع قاعدة بيانات الفيلم (الإنجليزية)
- نادين جارنر على موقع كينوبويسك (الروسية)